# Lac Champlain
Pour l’article homonyme, voir Champlain.
Le lac Champlain (en anglais : Lake Champlain ; en abénaqui : Pitawbagok ; en mohawk : Kaniatarakwà:ronte) est un grand lac frontalier du Canada et des États-Unis. Son étendue se situe essentiellement sur le territoire des États américains du Vermont et de New York, ses deux extrémités nord se trouvant sur celui de la province canadienne de Québec. D'une superficie de 1 269 km2, il forme la sixième plus grande étendue d'eau des États-Unis.

## Histoire

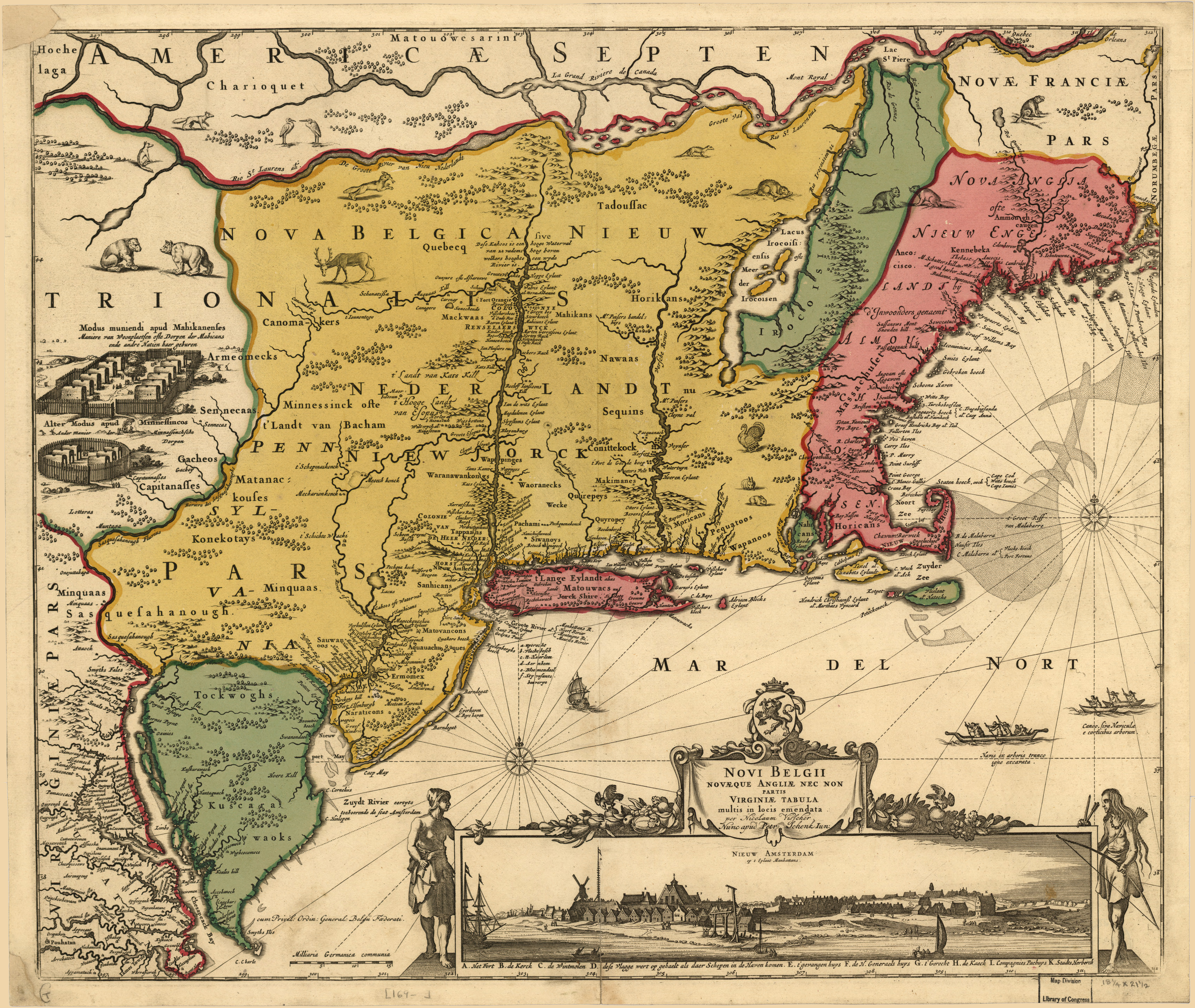
L'iroquoisie est représentée sur cette carte de Nouvelle-Néerlande de 1655. Remarquons le lac Champlain, Lacus Irocoisiensis ofte Meer der Irocoisen et la rivière aux Iroquois, que les Français ont nommée le Richelieu.

Au cours de la dernière glaciation, soit il y a environ 20 000 ans, le bassin du lac Champlain et la majeure partie de la Nouvelle-Angleterre et de l'État de New York étaient recouverts de glace, tandis que le lac du Vermont s'est formé il y a 12 500 ans à la suite de la fonte des glaciers. Enfin, il y a environ 10 000 ans, la mer de Champlain, à l'origine du lac, a pris forme au moment du recul des glaciers permettant ainsi l'inondation du bassin par les eaux de l'estuaire du Saint-Laurent.

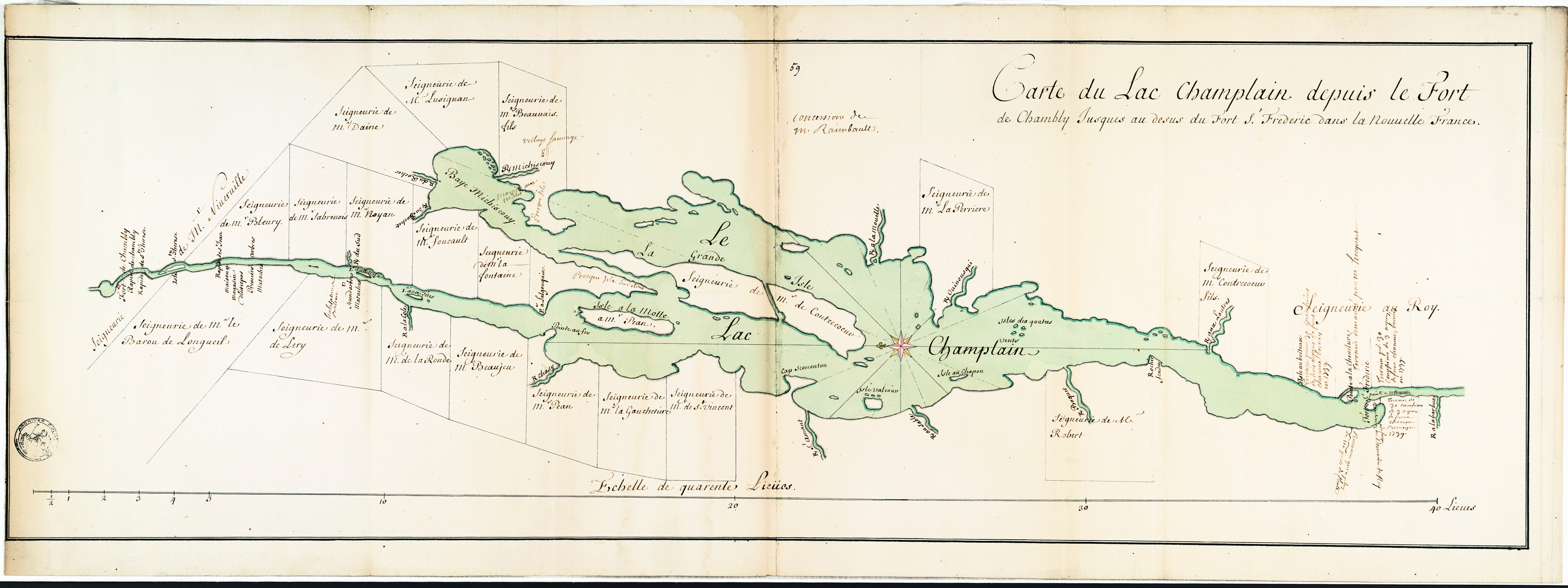
« Carte du Lac Champlain depuis le Fort de Chambly Jusques au desus du Fort St Frederic dans la Nouvelle France. [1739] »
Plan cadastral indiquant les concessions et seigneuries sur les bords du lac suivant le bornage de 1739 ; indication du cours des eaux et rapides.

Le lac Champlain tire son nom de l'explorateur français Samuel de Champlain, qui, après avoir pris le parti des Algonquins contre les Iroquois, remonta la rivière Richelieu plutôt que de remonter le fleuve Saint-Laurent vers Montréal comme à son habitude, pour arriver au lac et lui donner son nom le 14 juillet 1609.
À l’époque coloniale, le lac servait de voie de communication entre les vallées du Saint-Laurent et de l'Hudson, été comme hiver (sur glace). En 1666 le fort Sainte-Anne  fut construit par les Français sur l'Isle La Motte. D'importantes batailles se sont déroulées près de ses rives (au fort Carillon en 1758 et fort Ticonderoga en 1777) ou sur ses eaux (en 1776 à île Valcour et en 1814 pour la bataille de Plattsburgh).

## Géographie et géologie

Carte du lac Champlain.

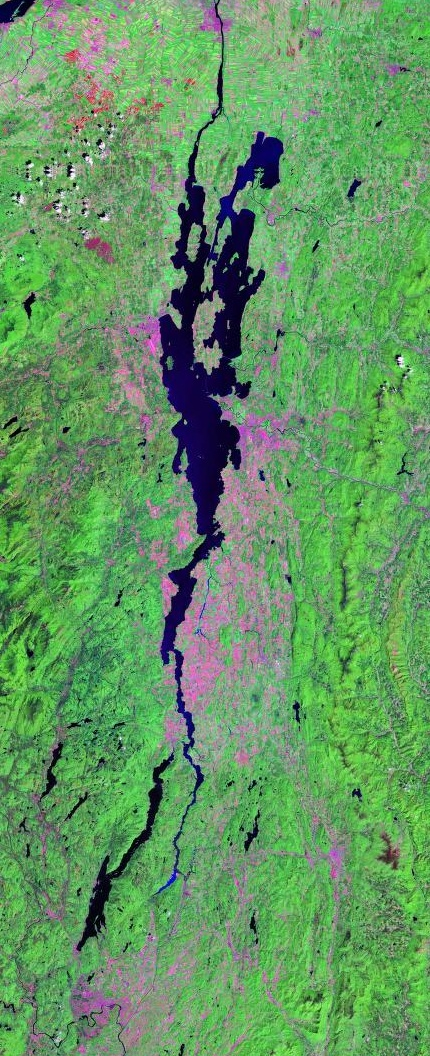
Image satellite du lac.

Le lac Champlain est un grand lac qui se trouve à cheval entre les États-Unis et le Canada. Son étendue se situe essentiellement sur le territoire américain, formant la sixième plus grande étendue d'eau douce du pays. Il se situe dans la vallée du lac Champlain, à la frontière des États du Vermont et de New York, son extrémité nord étant au sud de la province de Québec. Il est drainé naturellement par la rivière Richelieu. La région du lac est appelée Champlain Valley par les Américains.
À l'est, le lac est bordé par les montagnes Vertes, un rameau des Appalaches, de même que par les montagnes de la Vallée Taconique, alors qu'à l'ouest, s'élèvent les Adirondacks. Une frontière invisible partage le lac entre l'État du Vermont à l'est et l'État de New York à l'ouest. Cette ligne de démarcation suit le chenal en eau profonde qui traverse le lac d'un bout à l'autre dans le sens de sa longueur. Près des deux tiers de la superficie du lac se trouvent du côté du Vermont. Par ailleurs, le lac est divisé dans son axe nord-sud par les îles South Hero, North Hero et La Motte.
Son altitude est d’environ trente mètres. Les ports de Burlington, Port Henry, et Plattsburgh, même s'ils ont atteint une certaine importance commerciale par le passé, sont aujourd’hui peu utilisés sauf par les petits navires, traversiers et bateaux de croisière.

## Hydrologie
Le lac Champlain est le sixième plus grand plan d'eau douce aux États-Unis. Ses 1 127 km2 carrés   hébergent plus de 70 îles. Le lac Champlain contient 26 km3 d'eau et est utilisé pour alimenter en eau potable près de 200 000 personnes. Le lac est composé de différentes étendues principales: le lac sud, long et étroit ; le lac principal, la section la plus large et plus profonde ; Malletts Bay, entourée par un chemin de fer historique et une route ; la mer intérieure, qui se trouve à l'est des îles Hero, et la baie Missisquoi, une grande baie riche en faune. Trente et un affluents drainent le bassin versant du lac Champlain (8 234 miles carrés) et fournissent plus de 91 % de l'eau du lac. Les embouchures des deltas et des zones humides associées de ces affluents offrent d'excellentes conditions pour la navigation en canoë sur le lac.
Le lac Champlain peut être divisé en quatre zones distinctes. Le rivage est la zone littorale. C'est la zone où la lumière du soleil pénètre jusqu'au fond du lac et la végétation immergée peut grandir. Des eaux plus profondes peuvent être divisées en une zone limnétique et une zone profonde. La zone limnétique est la zone d'eau libre, où la lumière du soleil peut pénétrer, mais pas au fond. Ici, les algues dominent la base de la chaîne alimentaire. La zone perpétuellement sombre se trouve sous la zone limnétique, au-delà de la portée des rayons du soleil. La zone benthique est la plus profonde, la couche de sédiments qui offre un habitat pour de nombreux organismes. Ils trouvent leur nourriture dans les déchets qui coulent au fond au fil du temps.

### Inondations
Les crues printanières sont fréquentes dans le lac Champlain. Pour cause, ce lac étroit est bordé de montagnes qui, le printemps venu, libèrent d'importantes quantités d'eau : par les ruisseaux et rivières, celle-ci se jette directement dans le lac. En fait, depuis qu’on mesure le niveau de l’eau dans cette région, ce qui remonte au XIXe siècle, on sait que le lac a connu plusieurs épisodes d'inondation. Le 29 avril 2011, à Rouses Point, le Service météorologique des États-Unis a enregistré un niveau de 102,56 pieds, en hausse de 0,4 pied (cinq pouces) par rapport à la veille. La crue dépasse le record de 102,10 pieds établi en 1869.
Ces inondations seraient causées par les fortes pluies combinées à la fonte des neiges ce qui a fait déborder les cours d'eau.
Au Québec, au moins 18 localités situées le long du Richelieu ont été inondées entre le lac Champlain et Belœil. La crue, causée par les fortes pluies qui se sont abattues sur le sud du Québec et dans le nord-est des États-Unis pendant plusieurs jours, a fait augmenter de plus d'un mètre le niveau de la rivière Richelieu sur une distance d'au moins 50 kilomètres. Les villes de Venise-en-Québec, Noyan, Saint-Jean-sur-Richelieu, Henryville, Saint-Paul-de-l'Île-aux-Noix et Sainte-Anne-de-Sabrevois sont parmi les plus touchées par les crues. Le premier ministre du Québec a affirmé que c'était probablement la catastrophe la plus importante qu'ait vécue le Québec depuis les inondations au Saguenay en 1996.

### Qualité de l'eau
Depuis les années 1980, la qualité de l’eau du lac Champlain s’est améliorée. Les efforts déployés par les États de New York et du Vermont aux États-Unis ainsi que la province de Québec, au Canada, ont permis la construction de stations de traitement des eaux usées. Cependant, le lac Champlain n’échappe pas à la pollution : le phosphore et les produits chimiques issus des villes et des terres agricoles continuent de le polluer. Il faut dire que de nombreux affluents s'y jettent, alimentés par la pluie et la fonte des neiges.
Le fumier et l'engrais provenant des terres adjacentes sont les principales sources de pollution phosphorique. Une présence particulièrement élevée de phosphore dans l’eau crée une croissance excessive des algues bleues. Ces dernières libèrent des toxines nocives pour l’homme et les animaux tout en déséquilibrant des écosystèmes entiers. À cela, s’ajoutent ponctuellement les eaux usées des villes et les rejets industriels. Le lac ne peut absorber plus de 110 tonnes métriques de phosphore par année. En 2009, on enregistrait un taux de 218 tonnes métriques. 
Si le phosphore est très présent dans l'eau du lac Champlain, les produits chimiques le sont tous autant ; contaminant les plantes, les animaux et même les humains. Cette pollution peut mener dans certains cas à des alertes sanitaires sur la consommation de certaines espèces de poisson pour leur trop forte concentration en BPC ou en mercure. Trois secteurs du lac sont particulièrement affectés par la pollution d'origine chimique : la baie de Cumberland, l’arrière bassin de Burlington et les environs de la baie de Malletts.
Le PMVLC (Projet du bassin de la baie Missisquoi) a étudié les différentes sources de substances toxiques dans le lac Champlain, les regroupant en quatre groupes prioritaires à traiter selon leur niveau de contamination. Dans le premier groupe se retrouvent le BCP et le mercure. Dans le second, l’arsenic, le cadmium, le chrome, les dioxines et les furannes, le plomb, le nickel, le HAP, l’argent, le zinc, le cuivre et les pesticides chlorés persistants. Les troisième et quatrième groupe contiennent l’ammoniac, les phtalates, les phénols chlorés, le chlore, l’atrazine, l’alachlore, les produits pharmaceutiques, les composés organiques volatils comme le benzène, l’acétone, les pesticides, les acides forts, les bases fortes et le fluorure.
Néanmoins, même si l'eau du lac Champlain est polluée, les autorités jugent qu'on peut s'y baigner en toute sécurité, y pratiquer des sports nautiques et même y pêcher : le lac est un haut lieu pour la pêche au saumon d'Atlantique et à la truite. 
En avril 2003, a été mis sur pied le comité mixte sur la gestion du lac Champlain auquel prirent part l’État de New York, l’État du Vermont, les représentants locaux de l'EPA (United States Environmental Protection Agency) et le gouvernement du Québec. Leur rôle consistait à signer une entente de coopération en matière d’environnement, relative à la gestion du lac Champlain. Cette entente a mené au plan de restauration et de protection Champlain Basin Program. Les objectifs sont de réduire l'apport en phosphore, réduire la contamination toxique, minimiser les risques pour la santé humaine liés à la qualité de l'eau et contrôler l’introduction, la propagation et les répercussions des espèces exotiques nuisibles. En 1996, une première entente avait été signée, sans la participation du Québec toutefois. 
En 2008, on comptait au moins six organisations chargées de surveiller la qualité de l'eau du lac Champlain : la Conservation Law Foundation, les Amis de la baie Missisquoi, le Comité du lac Champlain, le Vermont Water Resources Board, le Vermont Agency of Natural Resources, l'organisme gouvernemental Clean and Clear et le Nature Conservancy Conservation.

### Algues bleues
Le lac est la proie d'algues bleues.

## Faune et flore

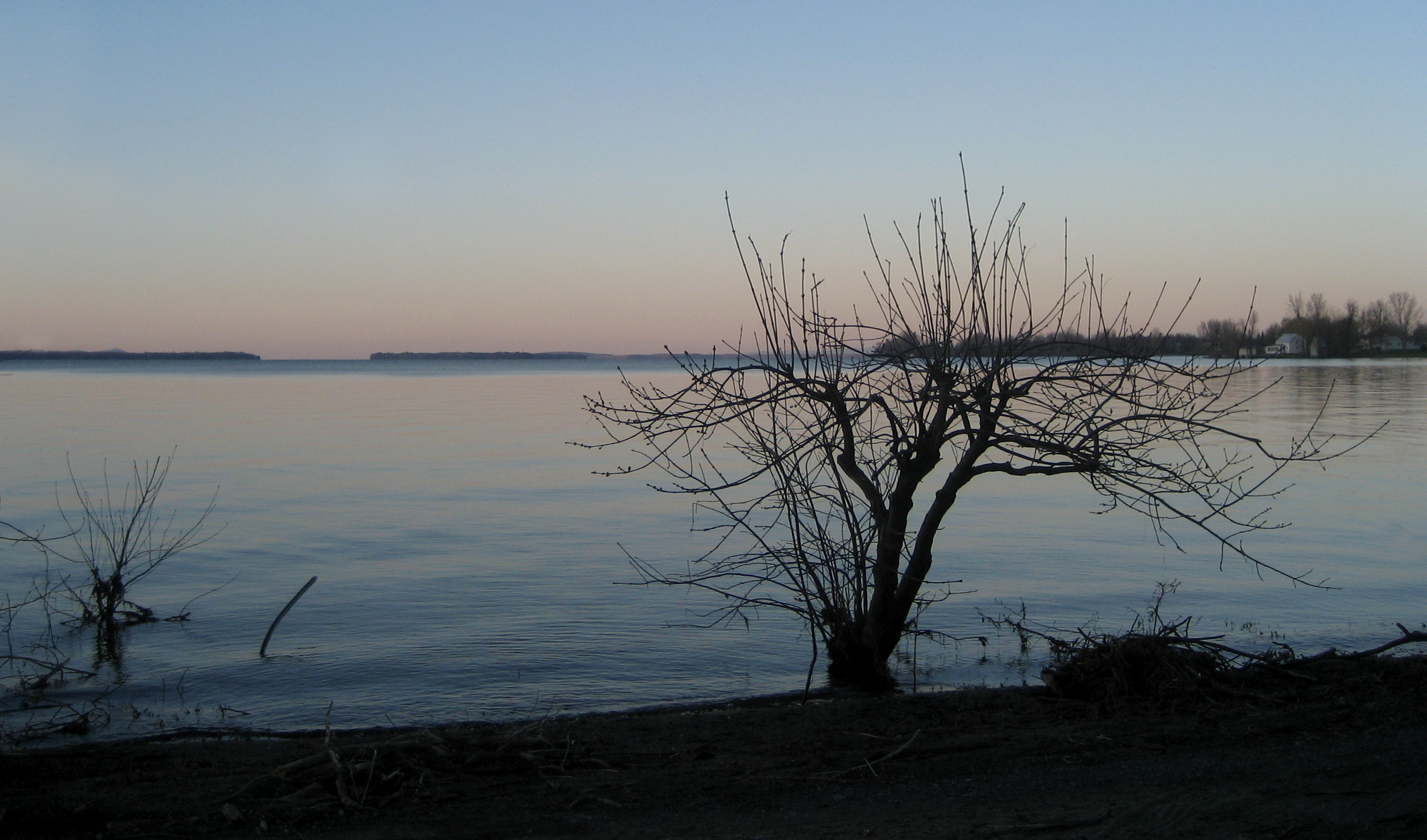
Lac Champlain, vue du Vermont (États-Unis).

Le bassin du lac Champlain présente une riche biodiversité dans laquelle des centaines d’espèces d’animaux se côtoient. Il comporte une grande variété d’écosystèmes en raison des variations d’altitude de la région, passant des rives, aux plaines et aux forêts, jusqu’aux plus hauts sommets. 
La faune et la flore des eaux du lac Champlain sont représentées par une diversité de plantes, d’une douzaine d’espèces d’amphibiens, de reptiles, de plusieurs organismes benthiques, de phytoplancton et de zooplancton. Les invertébrés tels que les moules, les escargots aquatiques et les organismes benthiques constituent un important écosystème. D’ailleurs, ces espèces jouent un rôle d’indicateurs de la qualité de l’eau du lac. On remarque toutefois que plusieurs populations, dont les moules, diminuent par manque d’espace ou par compétition à l’égard de l'accès aux ressources, notamment face à la moule zébrée, artificiellement introduite.
Espèces menacées
Cependant, plusieurs espèces d'animaux et plantes ont été identifiées comme étant en danger : la tortue-molle à épines vivant aussi bien en milieu aquatique qu'en milieu terrestre et la sterne pierregarin dont les nids se situent dans le nord du lac. Quant aux plantes, et ce, seulement dans la portion du lac Champlain située dans l'État du Vermont, 56 espèces ont été identifiées comme menacées.
Toutefois, malgré les bienfaits des plantes pour les divers écosystèmes du lac Champlain, certaines d'entre elles sont une menace à son équilibre. Plus particulièrement, la châtaigne d'eau[Lequel ?], une plante aquatique originaire d'Eurasie, détruit la faune et la flore dans la région sud du lac et dans les États environnants. En effet, étant une plante envahissante et indésirable, les feuilles de la châtaigne d'eau prolifèrent et forment des amas qui limitent l'oxygénation de l'eau et le passage de la lumière, mettant en danger les espèces animales et végétales aquatiques. De plus, cela empêche la navigation et les activités dans les eaux du lac, de la baignade à la pêche. À ce jour[Quand ?], la seule façon efficace de réduire son étalement sur les eaux est de la récolter manuellement.
Espèces selon le type d'habitat
Les milieux humides constituent le plus riche environnement naturel du bassin. Ils permettent de régulariser le niveau de l'eau et de la filtrer. Les marécages contiennent des arbres tels que l’érable rouge, le mélèze et le peuplier, ainsi que quelques arbustes tels que le saule et le cornouiller. Les marais, quant à eux, sont retrouvés dans les plaines. Les quenouilles et le riz sauvage dans les marais offrent une nourriture abondante pour les espèces vivantes. 
Dans les tourbières, on identifie plusieurs espèces animales telles que le rat musqué, le castor, la loutre et le cerf. Les espèces d’oiseaux se font rares, mais il est possible d’observer le pic-bois, le moucherolle à côtés olive, le moucherolle à ventre jaune et le bruant de Lincoln. Canards, hérons et oiseaux comme le balbuzard pêcheur, la buse à queue rousse et le pygargue à tête blanche tiennent leur nid dans les milieux humides ou à proximité. La Baie de Missisquoi, au cœur du bassin du lac Champlain, est aussi l'un des plus grands lieux de nidification du Grand Héron bleu.
Dans les forêts du bassin du lac Champlain, épinettes, sapins, bouleaux blancs et sorbiers coexistent. On y retrouve l'écureuil roux, le lièvre d’Amérique, la souris sylvestre, la musaraigne, le martre des pins et des orignaux dans les forêts en plus haute altitude. Concernant les espèces animales vivant dans les forêts de feuillus, on note l’ours noir, le cerf de Virginie, le porc-épic, le coyote, le castor et plusieurs autres.  Les principaux oiseaux observés sont le grand duc d’Amérique, le geai bleu et la mésange à tête noire.
Dans les zones alpines, la végétation est plus réduite, dû aux conditions météorologiques difficiles. Seuls quelques arbustes, herbes, mousses et lichens arrivent à pousser, à l’exception de quelques arbres à fruits sauvages et la linaigrette. Quelques animaux fréquentent le territoire alpin du lac Champlain dont le lièvre, l’écureuil roux, les souris et quelques autres espèces.
Enfin, afin de préserver la faune et la flore du lac, de multiples réserves écologiques, aires protégées et parcs permettent la conservation de l'environnement et la survie des animaux. Notamment, la réserve écologique de la Rivière-aux-Brochets, le Parc d'État de la Baie de Cumberland et bien d'autres. Ces réserves offrent, par exemple, des activités de sensibilisation pour la protection de la faune et de la flore et transmettent ainsi aux amateurs de plein air les connaissances nécessaires à une meilleure cohabitation entre l'homme et la nature.

### Poissons
Les variétés
Le lac Champlain compte plus de 80 espèces de poissons. Parmi celles-ci on retrouve : le brochet du nord, la perchaude, le doré, l'achigan à petite bouche et l'achigan à grande bouche, la truite brune et le touladi. Cette grande variété de poissons rend le lac Champlain on ne peut plus attrayant pour les pêcheurs. D'ailleurs, le bassin du lac Champlain est un site reconnu mondialement pour la pêche des espèces de salmonidés telles que la truite de lac et le saumon de l'Atlantique, ainsi que l'achigan à grande bouche. 
Leur habitat
La qualité de l’eau est un facteur inhérent à la survie des espèces. Les critères déterminants sont : la température, l’oxygène dissous, la pollution et le pH (balance entre l’acide et la base). Certaines variétés de poissons se retrouvent particulièrement en eau chaude (27-30 °C/80-87 °F), soit le poisson-chat, la barbotte brune, l’achigan à grande bouche et le crapet-soleil. Tandis que d’autres s’agglutinent plutôt en eau tiède (21-25 °C/69-77 °F), pensons à la perchaude, au doré[Lequel ?] et au brochet. Enfin, le touladi, le saumon de l'Atlantique, l'esturgeon, l'éperlan et le grand corégone se tiennent, pour leur part, en eau froide (15 °C/59 °F).
Le taux d’oxygène dissous dans l’eau diffère selon la température de l’eau. Les eaux froides contiennent un taux plus élevé d’oxygène dissous que les eaux chaudes. Voilà pourquoi certains poissons sont présents dans une région du lac au lieu d’une autre, tout simplement parce qu’ils ont besoin de plus ou de moins d’oxygène.
La pollution de l’eau est inévitablement un élément déplorable à la qualité de vie des poissons. Des nutriments tels que l’azote et le phosphore, s’ils sont présents en trop grande quantité dans l’eau, peuvent être toxiques pour les espèces marines et affecter leur développement.
Ce qui fait fluctuer le pH du lac Champlain, mis à part les pluies acides, la neige et la pollution, est la constitution de son sol. Effectivement, celui-ci est formé d’une forte concentration de calcaire. Le calcaire est une roche sédimentaire, soit une roche créée par l’érosion d’autres roches, et hautement soluble. Sa dispersion dans l’eau en change l’acidité réorientant ainsi l’habitat de certaines espèces de poissons.
L'activité de la pêche
La Division des Pêcheries de l'État du Vermont s'assure notamment de la conservation et la gestion de tous les poissons et leur habitat, entre autres pour le lac Champlain. Les biologistes détiennent un rôle crucial de surveillance des différents paramètres déterminant la survie des espèces aquatiques, soit la santé, la répartition, l'abondance et la diversité des poissons. Ils recueillent les données nécessaires pour évaluer les impacts de la pression de pêche, la prédation, les maladies, les parasites et les modifications de l'habitat. L'information sitôt analysée, les biologistes peuvent déterminer quelles mesures de gestion seront nécessaires pour maintenir les populations de poissons sains, équilibrés et productifs.
Le Fish and Wildlife Department, en collaboration avec le New York State Department of Environmental Conservation et le US Fish & Wildlife Service travaillent activement à rétablir et à renforcer d'importantes pêcheries dans le lac Champlain. L'infestation de la lamproie marine dans le lac constitue un enjeu important, puisqu'elle attaque et tue les poissons en drainant leurs fluides corporels par sa bouche garnie de dents. De nombreuses espèces de poissons incluant le touladi, le doré[Lequel ?] et l'esturgeon jaune sont gravement menacées. 
Il existe actuellement 20 affluents du lac Champlain où la lamproie marine se reproduit. Neuf de ces cours d'eau se situent dans le Vermont. Parmi les méthodes employées par les biologistes pour contrôler les ravages de la lamproie marine, notons la construction et l'entretien des barrières sur certains cours d'eau pour l'empêcher d'atteindre les zones de frai et l'utilisation périodique de lombricides chimiques pour tuer les jeunes populations de lamproie marine dans certains grands cours d'eau et rivières.

## Contes et légendes
Le lac Champlain abriterait lui aussi son monstre mythique, Champ, lointain cousin du monstre du Loch Ness.

## Cartes postales du Vermont, vers 1940

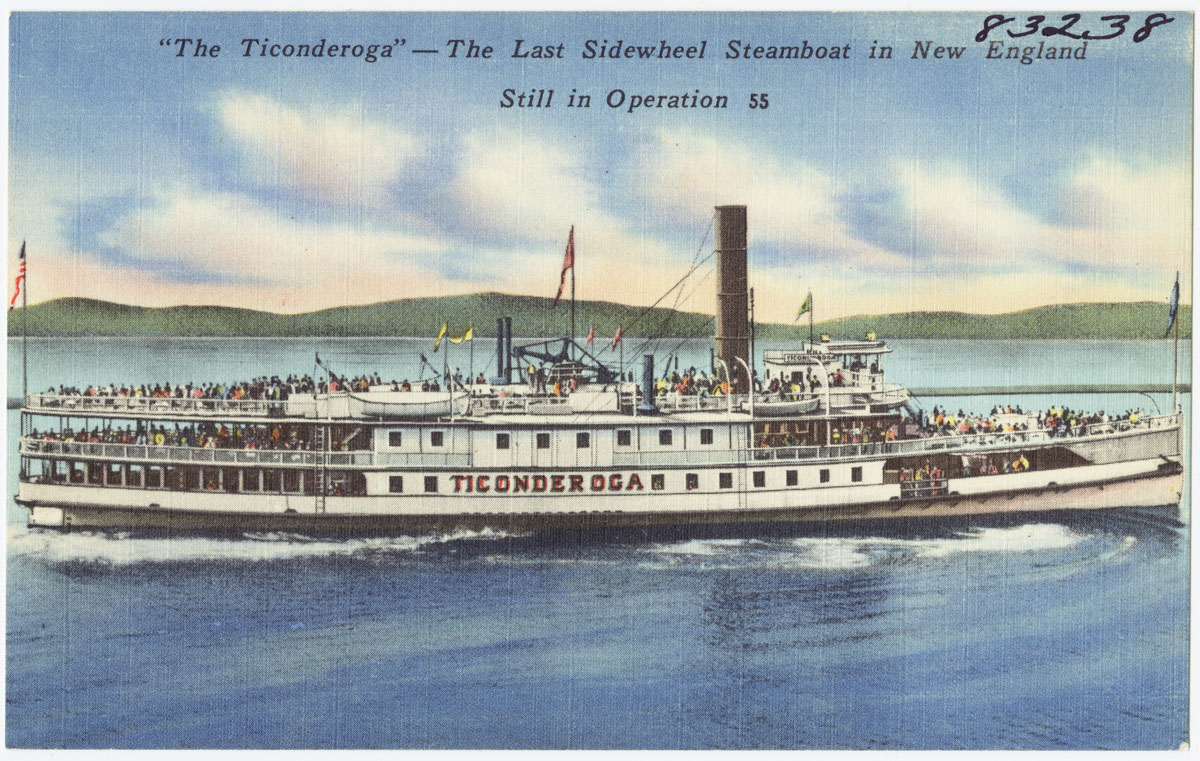
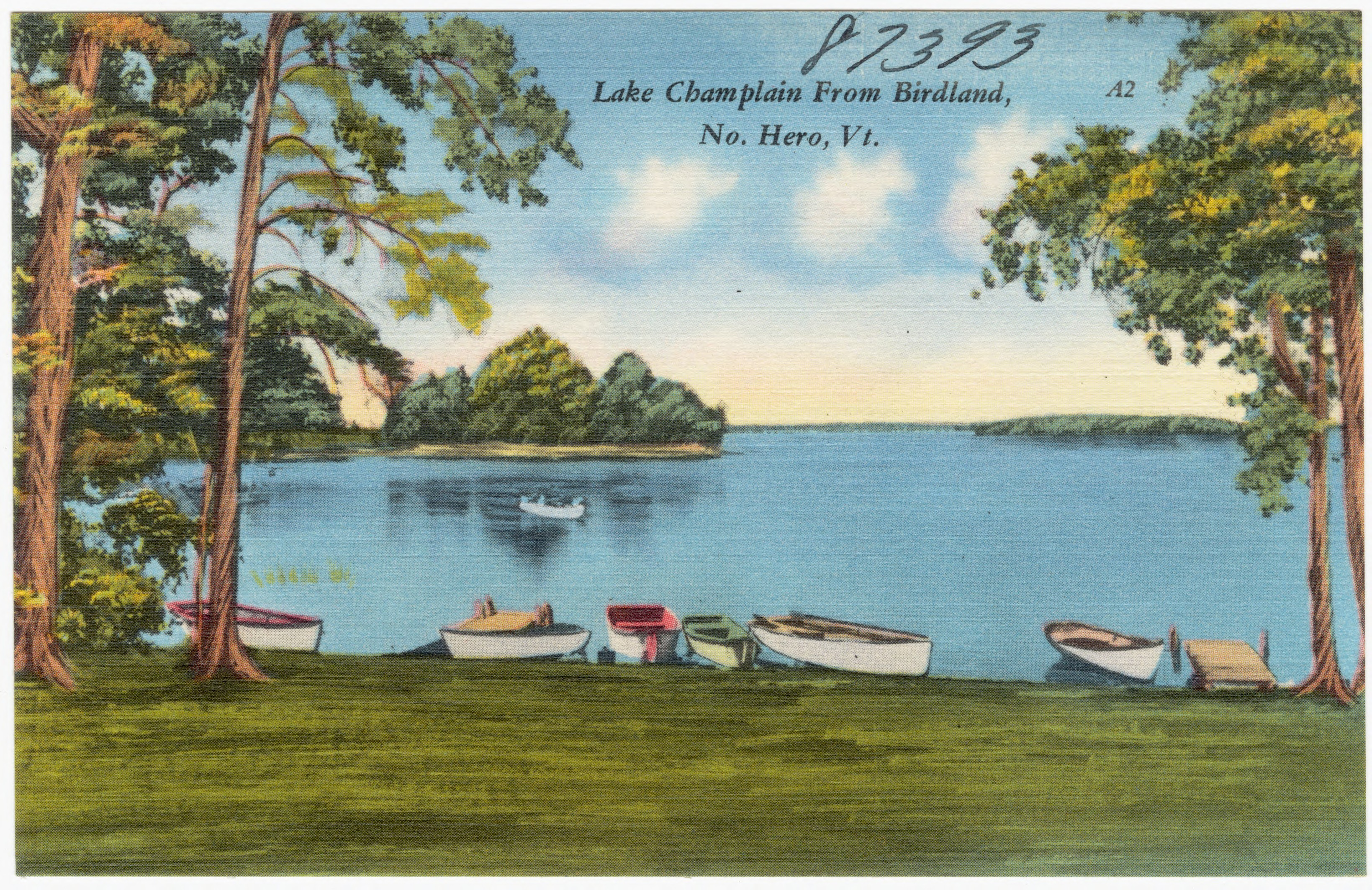
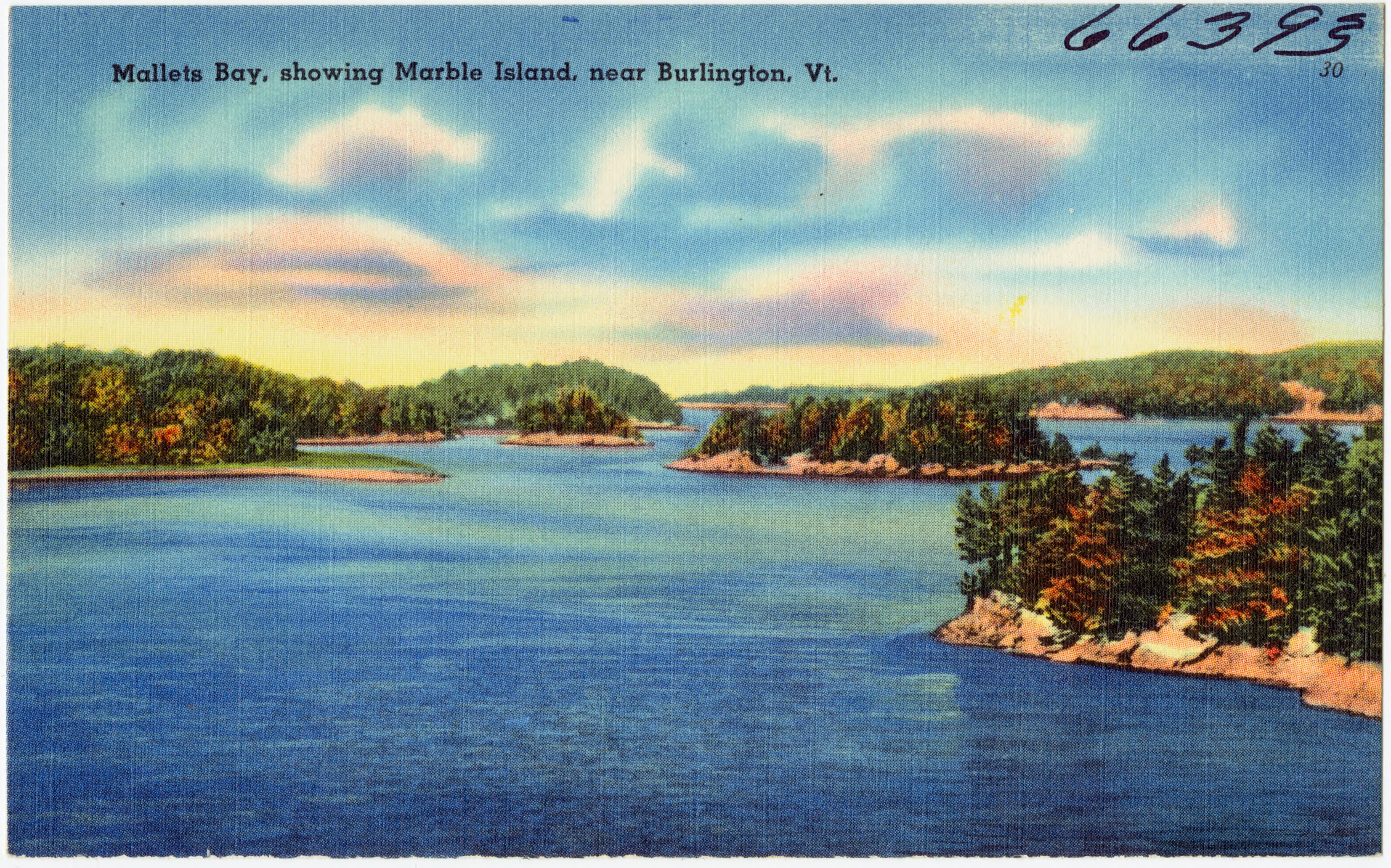
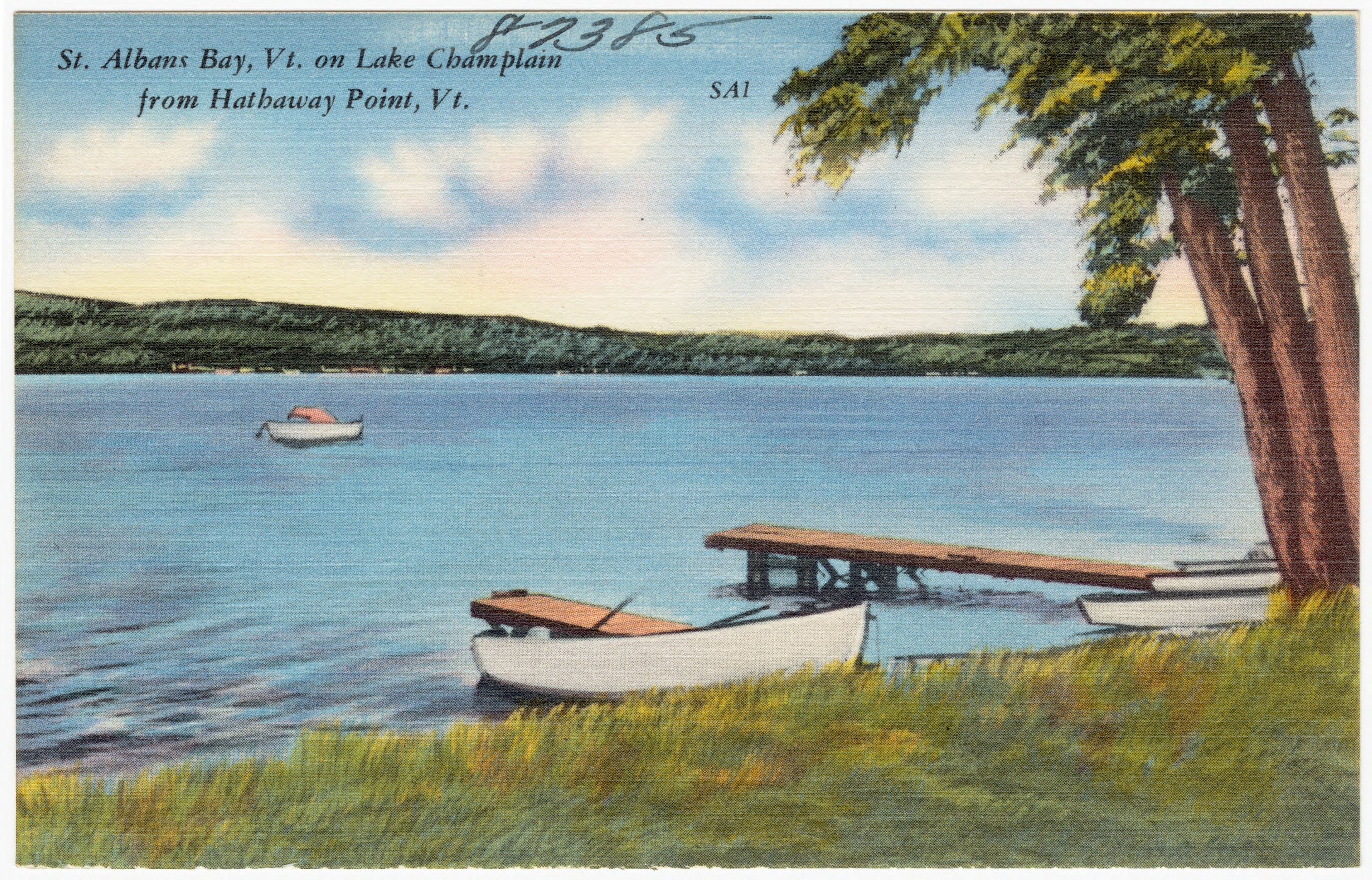
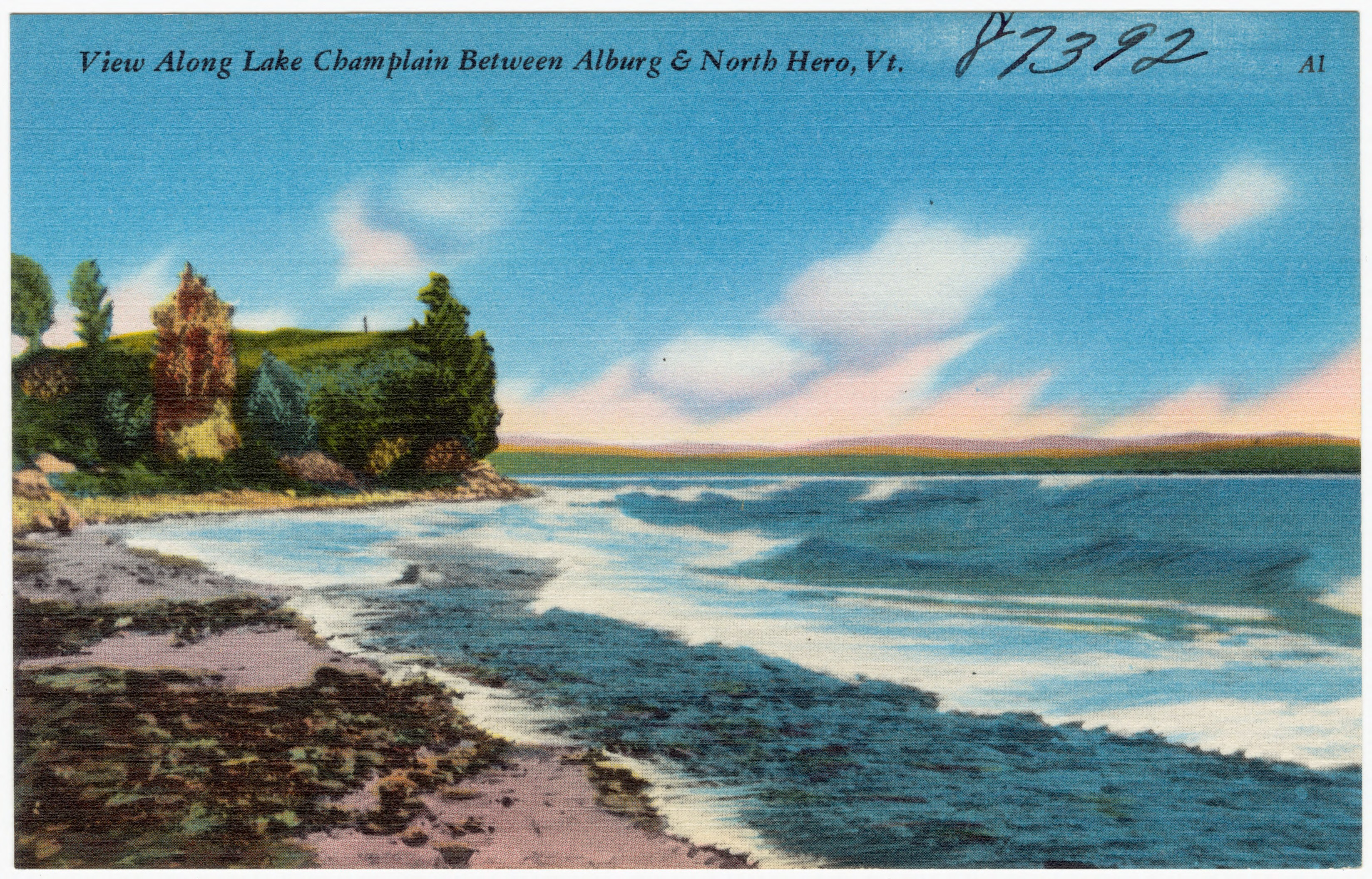